# Ábrahám Ganz
Ábrahám Ganz (6 de noviembre de 1815, Unter-Embrach - 15 de diciembre de 1867, Pest) fue un industrial siderúrgico húngaro fundador de las industrias Ganz.
En 1844, abrió una fundición en Budapest.
Se suicidó en 1867.
András Mechwart continuó su trabajo en la empresa. Con su liderazgo se convirtió en una de las compañías más prominentes de Austria-Hungría después de 1869.
La producción continuó en la herrería original hasta 1964, cuando la fábrica cerró y se transformó en un museo. El Múzeum Öntödei existe en la actualidad.
- Datos: Q117463
- Multimedia: Ábrahám Ganz / Q117463